# Super Rugby AU 2020
Il Super Rugby Australia 2020 fu la 1ª edizione del Super Rugby Australia nonché spin-off australiano della 25ª edizione del Super Rugby SANZAAR.
Si tenne dal 3 luglio 2020 al 19 settembre 2020 tra 5 squadre che si affrontarono con la formula della stagione regolare in gare di andata e ritorno più un turno di play-off e finale in gara unica.
Fu organizzato da Rugby Australia per dare continuità al Super Rugby dopo che, alla settima giornata dell'edizione 2020, questa fu definitivamente sospesa a causa delle restrizioni di movimento introdotte dalle norme a contrasto della pandemia di COVID-19.
In parallelo, la federazione neozelandese organizzò uno spin-off analogo per le franchise del suo Paese, Super Rugby Aotearoa 2020, che si tenne con date sfalsate rispetto al suo omologo australiano.
Previsto inizialmente senza pubblico, a giugno 2020 il governo australiano si dichiarò disponibile a permettere un limitato numero di presenze sugli spalti, non superiore alle 10000 per incontro.
Il torneo fu vinto dal Brumbies, franchise della capitale federale Canberra, che nella finale sul proprio terreno batté 28-23 i Reds, rappresentante del Queensland.

## Formula
La formula del torneo previde un girone all'italiana con partite di andata e ritorno per un totale di dieci giornate, durante le quali ogni club disputò 8 incontri e 2 turni di riposo.
Al termine del girone, la prima classificata andò direttamente in finale e la seconda e la terza spareggiarono in gara unica per affrontare la prima classificata in finale.
Nella competizione furono introdotte sette delle regole sperimentali proposte da World Rugby e, inoltre, fu modificato il meccanismo del bonus d'attacco: esso non fu più concesso, al termine di un incontro, a una o entrambe le squadre capaci di marcare almeno quattro mete, ma solo a quella delle due eventualmente capace di marcare tre mete in più dell'avversaria.

## Squadre partecipanti e ambiti territoriali
| Squadra       | Sede      | Area                                  |
| ------------- | --------- | ------------------------------------- |
| Brumbies      | Canberra  | Territorio della Capitale Australiana |
| Rebels        | Melbourne | Stato di Victoria                     |
| Reds          | Brisbane  | Stato del Queensland                  |
| Waratahs      | Sydney    | Stato del Nuovo Galles del Sud        |
| Western Force | Perth     | Stato dell'Australia Occidentale      |

## Stagione regolare

### Risultati
| 3/4-7-2020   | 1ª/6ª giornata           | 7/8-8-2020   |
| ------------ | ------------------------ | ------------ |
| 31-23        | Brumbies – Rebels        | 12-30        |
| 32-26        | Reds – Waratahs          | 12-45        |
| Rip.         | Western Force            |              |
|              |                          |              |
| 24/25-7-2020 | 4ª/9ª giornata           | 28/29-8-2020 |
| 10-29        | Waratahs – Rebels        | 38-32        |
| 0-24         | Western Force – Brumbies | 14-31        |
| Rip.         | Reds                     |              |

| 10/11-7-2020  | 2ª/7ª giornata           | 14/15-8-2020 |
| ------------- | ------------------------ | ------------ |
| 18-18         | Rebels – Reds            | 3-19         |
| 23-14         | Waratahs – Western Force | 28-8         |
| Rip.          | Brumbies                 |              |
|               |                          |              |
| 31-7/1-8-2020 | 5ª/10ª giornata          | 4/5-9-2020   |
| 22-20         | Brumbies – Reds          | 7-26         |
| 20-25         | Western Force – Rebels   | 30-34        |
| Rip.          | Waratahs                 |              |

| 17/18-7-2020 | 3ª/8ª giornata       | 21/22-8-2020 |
| ------------ | -------------------- | ------------ |
| 31-24        | Reds – Western Force | 57-5         |
| 23-24        | Waratahs – Brumbies  | 11-38        |
| Rip.         | Rebels               |              |

### Classifica
|  |    | Squadra       | G | V | N | P | PF  | PS  | P±   | MF | MS | BM | BS | Pt |
|  | -- | ------------- | - | - | - | - | --- | --- | ---- | -- | -- | -- | -- | -- |
|  | 1. | Brumbies      | 8 | 6 | 0 | 2 | 189 | 147 | 42   | 30 | 16 | 4  | 0  | 28 |
|  | 2. | Reds          | 8 | 5 | 1 | 2 | 215 | 150 | 65   | 28 | 19 | 2  | 1  | 25 |
|  | 3. | Rebels        | 8 | 4 | 1 | 3 | 194 | 178 | 16   | 21 | 24 | 0  | 1  | 19 |
|  | 4. | Waratahs      | 8 | 4 | 0 | 4 | 204 | 189 | 15   | 22 | 24 | 1  | 2  | 19 |
|  | 5. | Western Force | 8 | 0 | 0 | 8 | 115 | 253 | −138 | 15 | 33 | 0  | 3  | 3  |

## Play-off
|  | Semifinali | Semifinali | Semifinali |      |    | Finale | Finale | Finale |  |
|  |            |            |            |      |    |        |        |        |  |
|  |            |            |            |      |    |        |        |        |  |
|  |            |            |            |      |    |        |        |        |  |
|  |            |            |            |      |    |        |        |        |  |
|  |            | 1          | Brumbies   | 28   |    |        |        |        |  |
|  |            |            |            | 28   |    |        |        |        |  |
|  |            |            | 2          | Reds | 23 |        |        |        |  |
|  | 2          | Reds       | 2          | Reds | 23 | 25     |        |        |  |
|  | 2          | Reds       |            |      |    |        |        |        |  |
|  | 3          | Rebels     | 13         |      |    |        |        |        |  |

### Semifinale
| Arbitro: | Nic Berry (QLD) |

|                                         |      |                       |
| Petaia 9’ Salakaia-Loto 44’ Daugunu 75’ | mt   | 40’ Koroibete         |
| O’Connor 9’, 44’                        | tr   | 40’ To’omua           |
| O’Connor 25’, 58’                       | c.p. | 17’ To'omua 54’ Hodge |

### Finale
| Arbitro: | Angus Gardner (NSW) |

| |              | |
| Fainga’a 17’ Muirhead 26’ Banks 45’ | mt           | 31’ H. Wilson 64’ Blyth |
| Lolesio 17’, 45’ | tr           | 31’, 64’ O’Connor |
| Lolesio 5’, 55’ | c.p.         | 13’, 40+2’, 59’ O’Connor |
| Lolesio 49’ | drop         | |
| · Banks · 59’ Muirhead · Kuridrani · Simone · Wright · 79’ Lolesio · 50’ Powell · 79’ Samu · 73’ 79’ Miller · 51’ 65’ McCaffrey · Neville · 73’ Douglas · Alaalatoa · 59’ Fainga'a · 50’ Sio | Formazioni   | · Campbell · 40’ Petaia · Paisami · Stewart · Daugunu · O'Connor · 65’ McDermott · Wilson · McReight · Wright · 44’ Salakaia-Loto · 79’ Blyth · Tupou · Paenga-Amosa · 51’ J.P. Smith |
| · 59’ McInerney · 50’ Slipper · 73’ Frost · 51’ 65’ 73’ Valetini · 50’ White · 79’ Kuenzle · 59’ Kata                                                                                        | Sostituzioni | · Nasser · 51’ Hoopert · R. Smith · 79’ Tualima · 44’ Scott-Young · 65’ Sorovi · 40’ Hegarty                                                                                          |
| Dan McKellar | Allenatori   | Brad Thorn |